# روبن يونت
روبن يونت (بالإنجليزية: Robin Yount)‏ هو لاعب كرة قاعدة أمريكي، ولد في 16 سبتمبر 1955 في دانفيل في الولايات المتحدة.

## وصلات خارجية
- روبن يونت على موقع دوري كرة القاعدة الرئيسي (الإنجليزية)
- روبن يونت على موقعبيزبول رفرنس.كوم (الدوري الرئيسي) (الإنجليزية)
- روبن يونت على موقعبيزبول رفرنس.كوم (الدوري الثانوي) (الإنجليزية)
- روبن يونت على موقع إي إس بي إن.كوم (أم.أل.بي) (الإنجليزية)
- روبن يونت على موقع مشجعي الرسوم البيانية (الإنجليزية)
- روبن يونت على موقع قاعة مشاهير كرة القاعدة (الإنجليزية)
- روبن يونت على موقع IMDb (الإنجليزية)
- روبن يونت على موقع الموسوعة البريطانية (الإنجليزية)
- روبن يونت على موقع ميوزك برينز (الإنجليزية)
- روبن يونت على موقع إن إن دي بي (الإنجليزية)